# 430 a.C.

## Eventos
- Lúcio Papírio Crasso, pela segunda vez, e Lúcio Júlio Julo, cônsules romanos.
- Surge a Peste de Atenas.

## Mortes
- Empédocles, filósofo (data aproximada)
- Zenão de Eleia, filósofo (data aproximada)
- Fídias, escultor grego (data aproximada)